# Dolenja vas, Novo mesto
Dolenja vas este o localitate din comuna Novo mesto, Slovenia, cu o populație de 94 de locuitori.